# Puralansaari
Puralansaari är en ö i Finland. Den ligger i sjön Salmenjärvi och i kommunen Pieksämäki i den ekonomiska regionen  Pieksämäki ekonomiska region  och landskapet Södra Savolax, i den södra delen av landet, 250 km nordost om huvudstaden Helsingfors. Öns area är 4,3 hektar och dess största längd är 420 meter i sydöst-nordvästlig riktning.